# Fluorure de perfluorooctanesulfonyle
Le fluorure de perfluorooctanesulfonyle (POSF) est un composé organofluoré de formule chimique C8F17SO2F. C'est un précurseur de l'acide perfluorooctanesulfonique C8F17SO3H (PFOS) et des composés apparentés, et, comme lui, est inscrit à l'annexe B de la Convention de Stockholm sur les polluants organiques persistants. On le produit par fluoration électrochimique (procédé Simons) du fluorure d'octanesulfonyle C8H17SO2F dans le fluorure d'hydrogène HF anhydre :
C8H17SO2F + 17 F− → C8F17SO2F + 17 H+ + 34 e−.
Le rendement de cette réaction est d'environ 25 %, avec production d'un mélange d'isomères linéaires et ramifiés, ces derniers comptant pour environ 30 % du total.
La production de ces composés a été arrêtée au début du siècle aux États-Unis en raison des risques sanitaires qui leur sont associés, néanmoins leur production s'est poursuivie et s'est développée dans les pays du Sud, notamment en Chine.
Le fluorure de perfluorooctanesulfonyle (POSF) et les fluoropolymères dérivés se dégradent en acide perfluorooctanesulfonique C8F17SO3H (PFOS), dont on ne connaît aucun processus de dégradation naturel. Le POSF s'hydrolyse cependant lentement dans l'eau. Il réagit avec les bases telles que l'hydroxyde de potassium KOH pour donner des sels de perfluorooctanesulfonate C8F17O2SO3− :
C8F17SO2F + KOH → C8F17O2SO3−K+.
Il donne le tétrahydrate d'acide sulfonique lorsqu'on le traite à l'acide sulfurique H2SO4.
Il réagit également avec l'ammoniac NH3 pour donner le perfluorooctanesulfonamide C8F17SO2NH2 (PFOSA) :
C8F17SO2F + NH3 → C8F17SO2NH2.
Les sulfonamides et sulfonamidoéthanols issus du POSF peuvent à leur tour réagir pour former tout un ensemble de groupes fonctionnels destinés à des applications et des produits variés.